# Франко Джорджетті
Франко Джорджетті (італ. Franco Giorgetti, 13 жовтня 1902 — 18 березня 1983) — італійський велогонщик.
Олімпійський чемпіон 1920 року в командній гонці переслідування.